# 济泺路站
济泺路站（建设时工程名为长途汽车站站）是济南轨道交通2号线的地铁车站，位于中华人民共和国山东省济南市天桥区工人新村南村街道济泺路与北园大街交叉口地下，2021年3月26日投入运营。

## 车站构造
济泺路站为地下二层的14米岛式车站。

## 设计
济泺路站的天花装置艺术品设计灵感源自黄河形态和风貌特征，站厅的公共艺术品借鉴了赵孟頫的作品《鹊华秋色图》，融入了黄河、鹊山、华山等元素。

## 出入口
| 編號     | 指示                                     |
| -------- | ---------------------------------------- |
| 出口 · A | 北园大街与济泺路交叉口东北角             |
| 出口 · B | 北园大街与济泺路交叉口东南角(中恒商城前) |
| 出口 · F | 无影山中路与济泺路交叉口西南角           |

2022年1月29日，A出入口正式开放。

### 临近地点

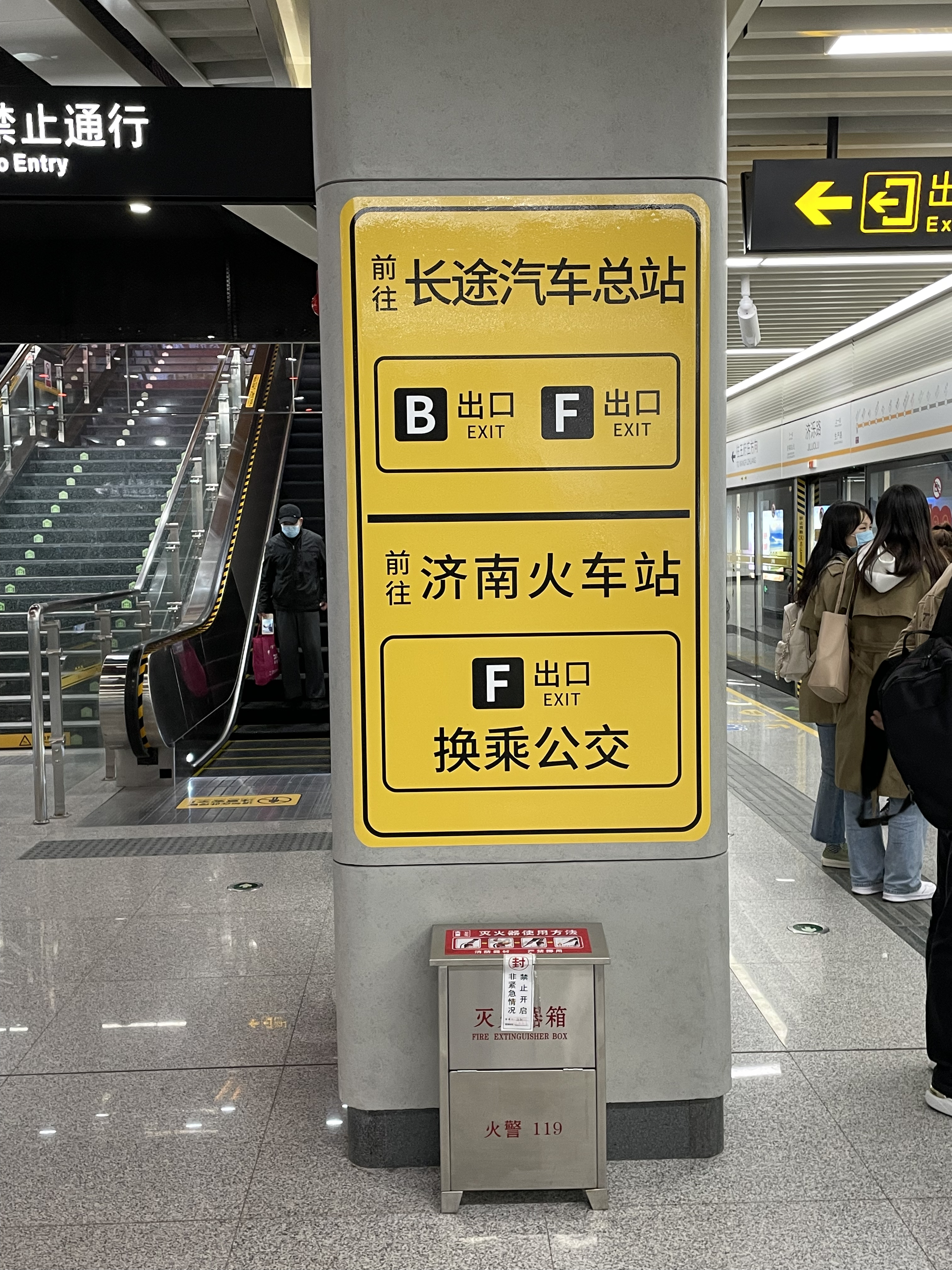
由于济南站北站暂不具备换乘铁路的条件，目前广播会引导前往济南站的旅客在此站换乘公交

- 中恒商城
- 济南长途汽车总站